# Lill-Gåstjärnen, Lappland
Lill-Gåstjärnen är en sjö i Malå kommun i Lappland och ingår i Skellefteälvens huvudavrinningsområde.